# أبو طليون باريشي
أبو طيلون باريشي (الاسم العلمي: Abutilon parishii) هو نوع من النباتات يتبع جنس الأبو طيلون من الفصيلة الخبازية.